# San Pedro Advíncula (Perorrubio)

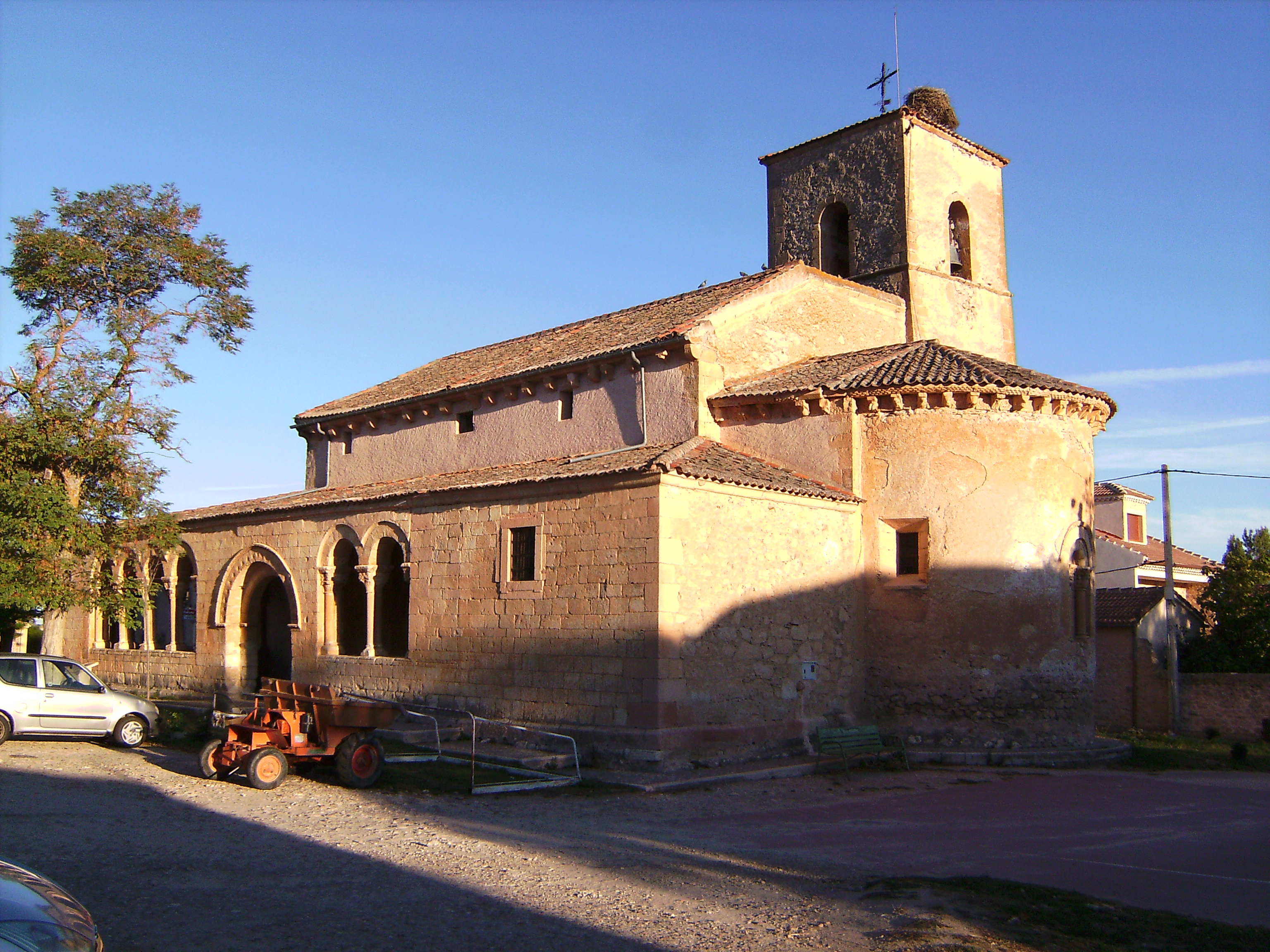
San Pedro Advíncola bei Perorrubio, Sepúlveda

Die dem hl. Petrus in Ketten geweihte romanische Kirche San Pedro Advíncula steht am Rand der kleinen Ortschaft Perorrubio, die im Rahmen einer Gemeindegebietsreform im Jahre 1970 dem Municipio von Sepúlveda in der spanischen Provinz Segovia zugeschlagen wurde.

## Lage
Ort und Kirche von Perorrubio befinden sich etwa acht Kilometer südöstlich der Kleinstadt Sepúlveda in etwa 1000 Metern Höhe ü. d. M. Die ähnlich gestaltete Kirche Nuestra Señora de la Asunción im ebenfalls zum Municipio von Sepúlveda gehörenden Vorort Duratón ist etwa acht Kilometer in südlicher Richtung entfernt.

## Geschichte
Zur Geschichte der Kirche liegen keinerlei Urkunden oder sonstige schriftliche Quellen vor. Aus stilgeschichtlichen Gründen lässt sich die kleine einschiffige und im Äußeren völlig schmucklose Kirche in die Zeit um 1100 oder kurz danach datieren. Die Vorhalle, die – wie bei der Kirche Nuestra Señora de la Asunción in Duratón – sowohl die Süd- als auch die Westseite der Kirche umschließt, könnte um die Mitte des 12. Jahrhunderts hinzugefügt worden sein.

## Architektur

### Kirche
Die Mauern des Kirchengebäudes sind verputzt, was darauf schließen lässt, dass sie nur aus grob behauenen Steinen errichtet wurden. Lediglich die Ecksteine – z. B. am Ansatz der halbrunden Apsis – sind exakt behauen und gefügt. Die Apsis ist ungegliedert – ein großes seitliches Fenster wirkt wie in das Mauerwerk eingeschnitten; das mit eingestellten Säulchen, zwei schönen Kapitellen (Löwen und Sirenen) und kleinen Archivolten versehene Mittelfenster scheint eine spätere Zutat zu sein. Immerhin umziehen Konsolenfriese unterhalb der in unterschiedlicher Höhe angeordneten Dachtraufen das ganze Gebäude.

### Vorhalle
Die Vorhalle ist gegenüber der Kirche aus exakt behauenen Steinen gefügt. Sie hat keinen Eingang auf der östlichen Schmalseite, wo stattdessen eine Sakristei angebaut wurde; ihre Südseite ist durch sechs asymmetrisch angeordnete Arkadenbögen und ein Portal weit geöffnet. In der Westseite finden sich in der Flucht der Südvorhalle nochmals eine Dreierarkade – das ehemals vorhandene Westportal ist zugemauert. Die Arkadenbögen ruhen auf Zwillingssäulen mit Kapitellen, ihre Archivolten sind nicht profiliert und wirken wie eingeschnitten. Der Schmuck der Kapitelle beinhaltet das damals übliche Repertoire von vegetabilischen und geometrischen Formen; daneben finden sich Vögel und Mischwesen – biblische Themen sind nicht vorhanden.

### Portal
Das leicht nach außen vortretende Kirchenportal zeigt ein Gewände mit zwei eingestellten Säulen, über denen ein Wulst einen Archivoltenbogen bildet. Der äußere Archivoltenbogen ist mit Rosettenreliefs geschmückt und wird gerahmt von einem Klötzchenfries. Das Portal schließt nach oben ab mit einem Konsolenfries; die dazwischenliegenden Metopenfelder zeigen erneut unterschiedliche Rosettenformen. Insgesamt wiederholt es den Aufbau und die Motive des – nicht exakt in der Flucht stehenden – Portals der Vorhalle.

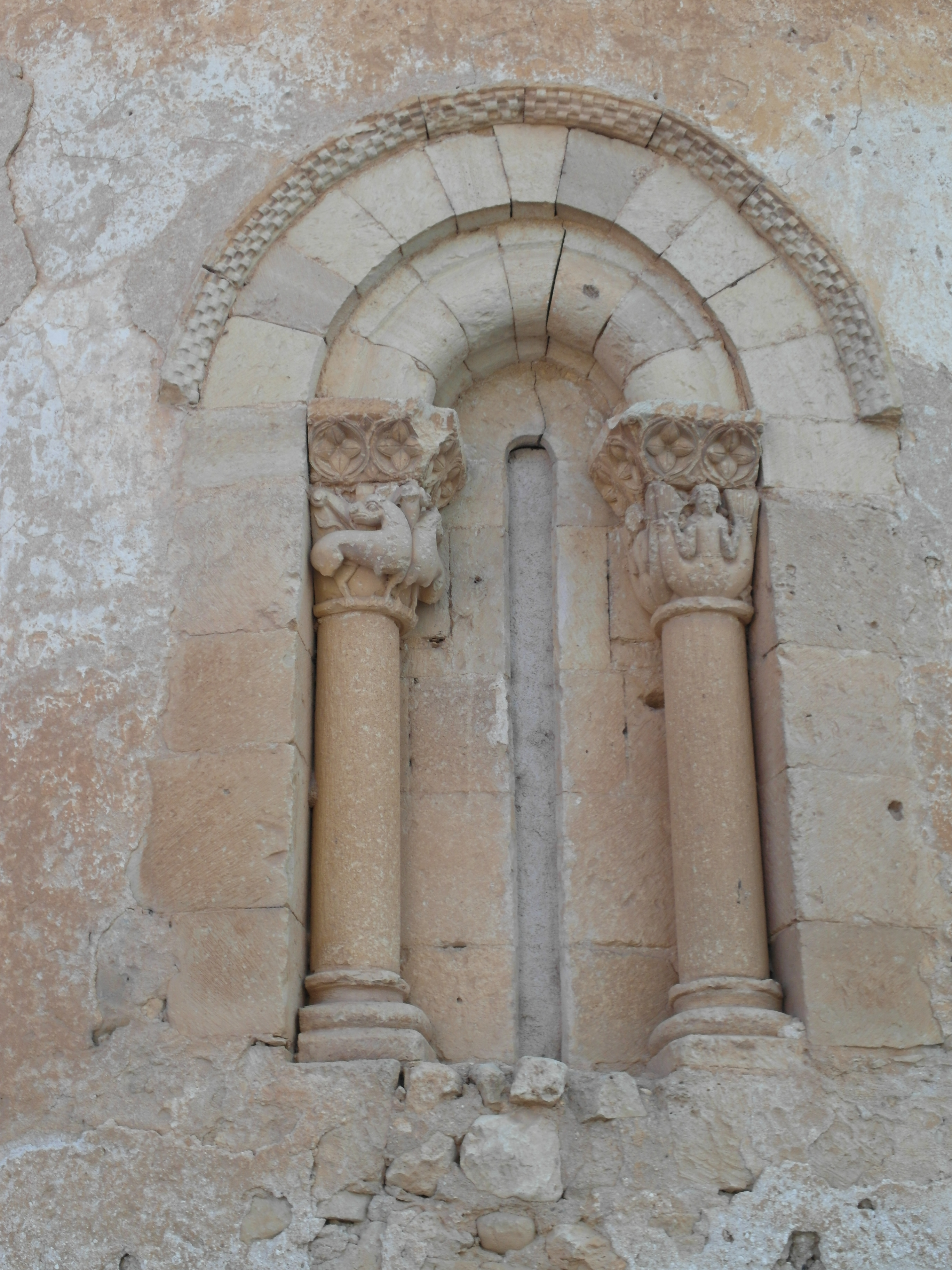
Apsisfenster mit Löwen- und Sirenenkapitell
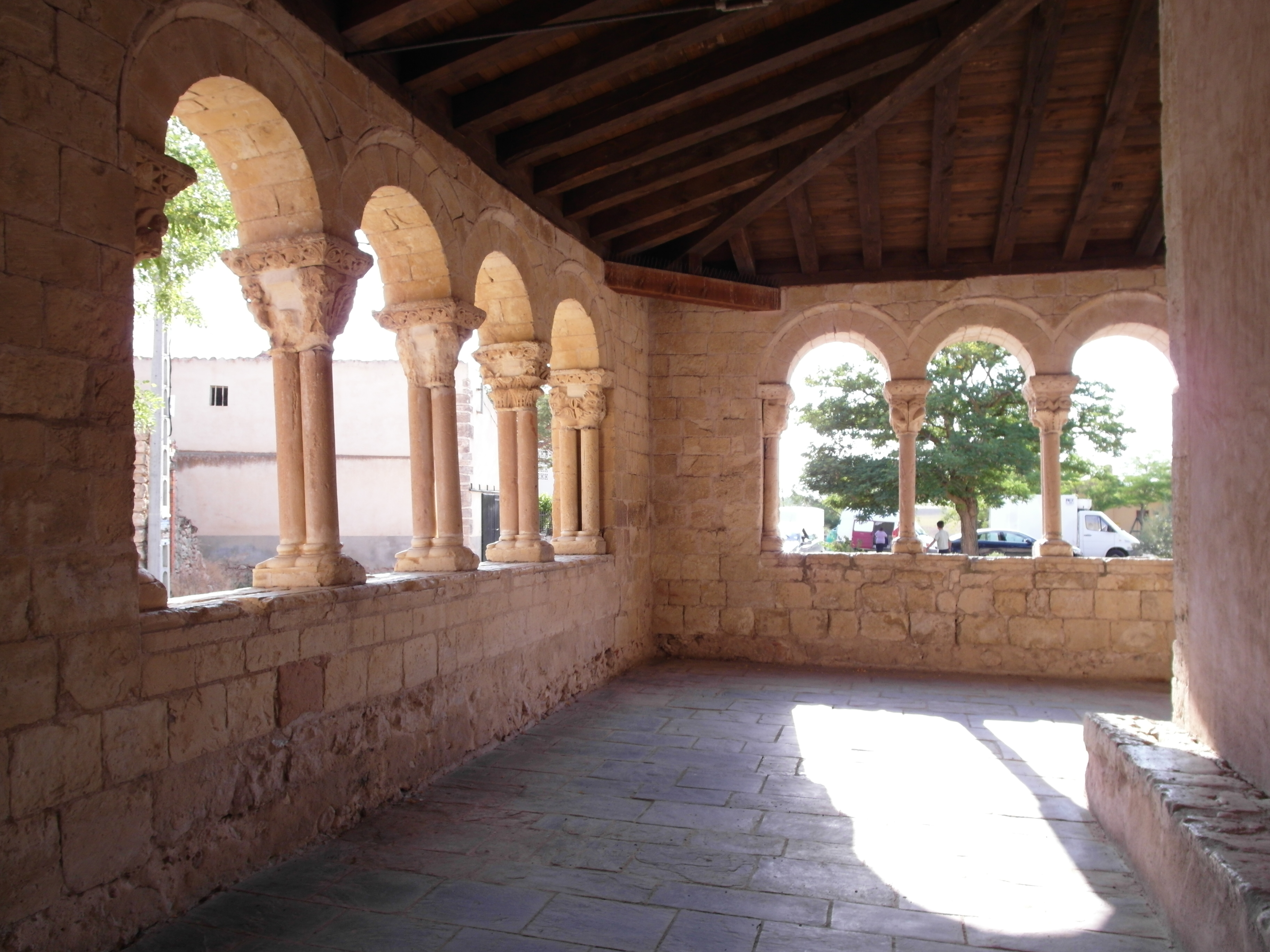
Vorhalle -> Westen
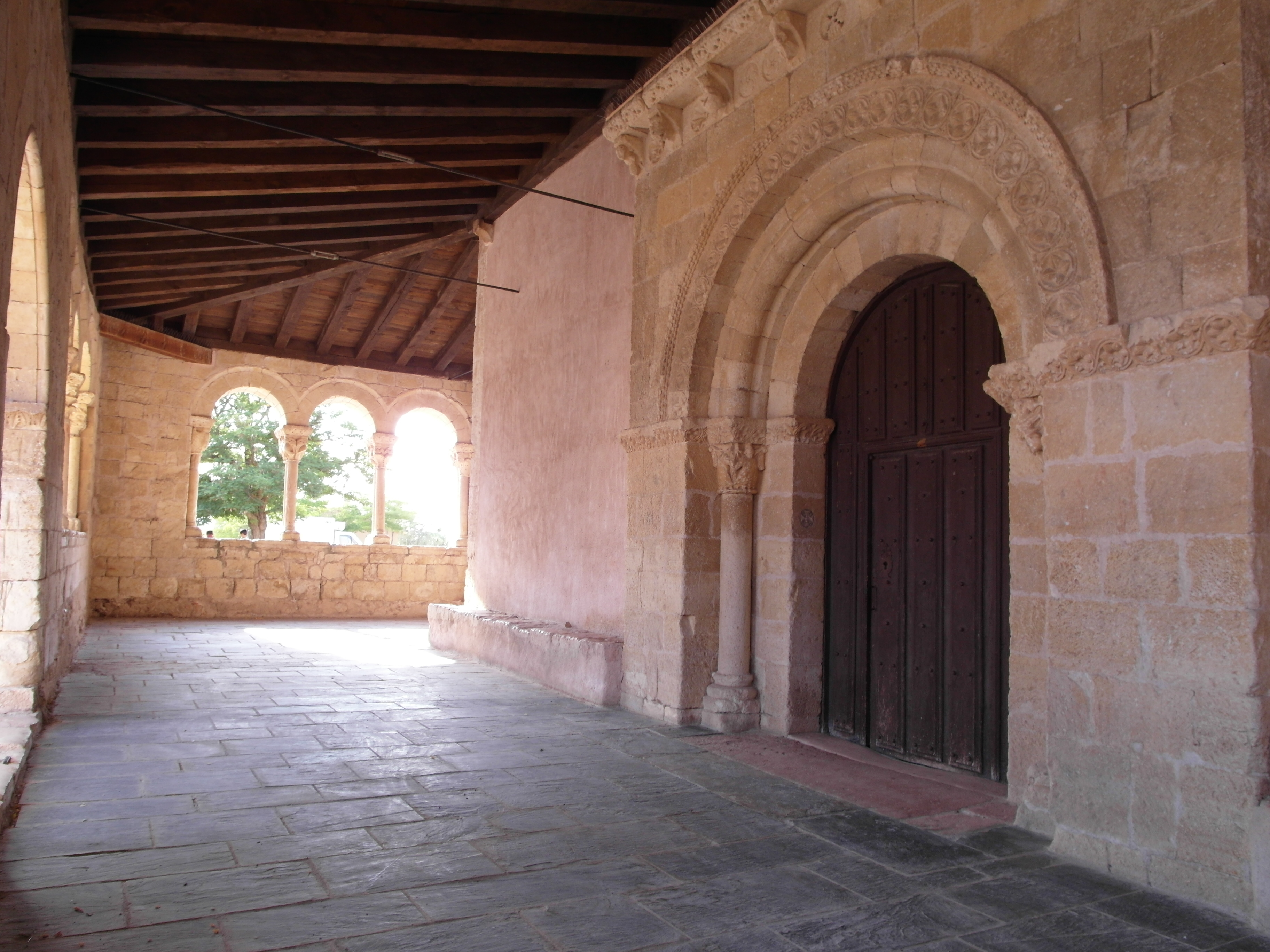
Vorhalle und Portal
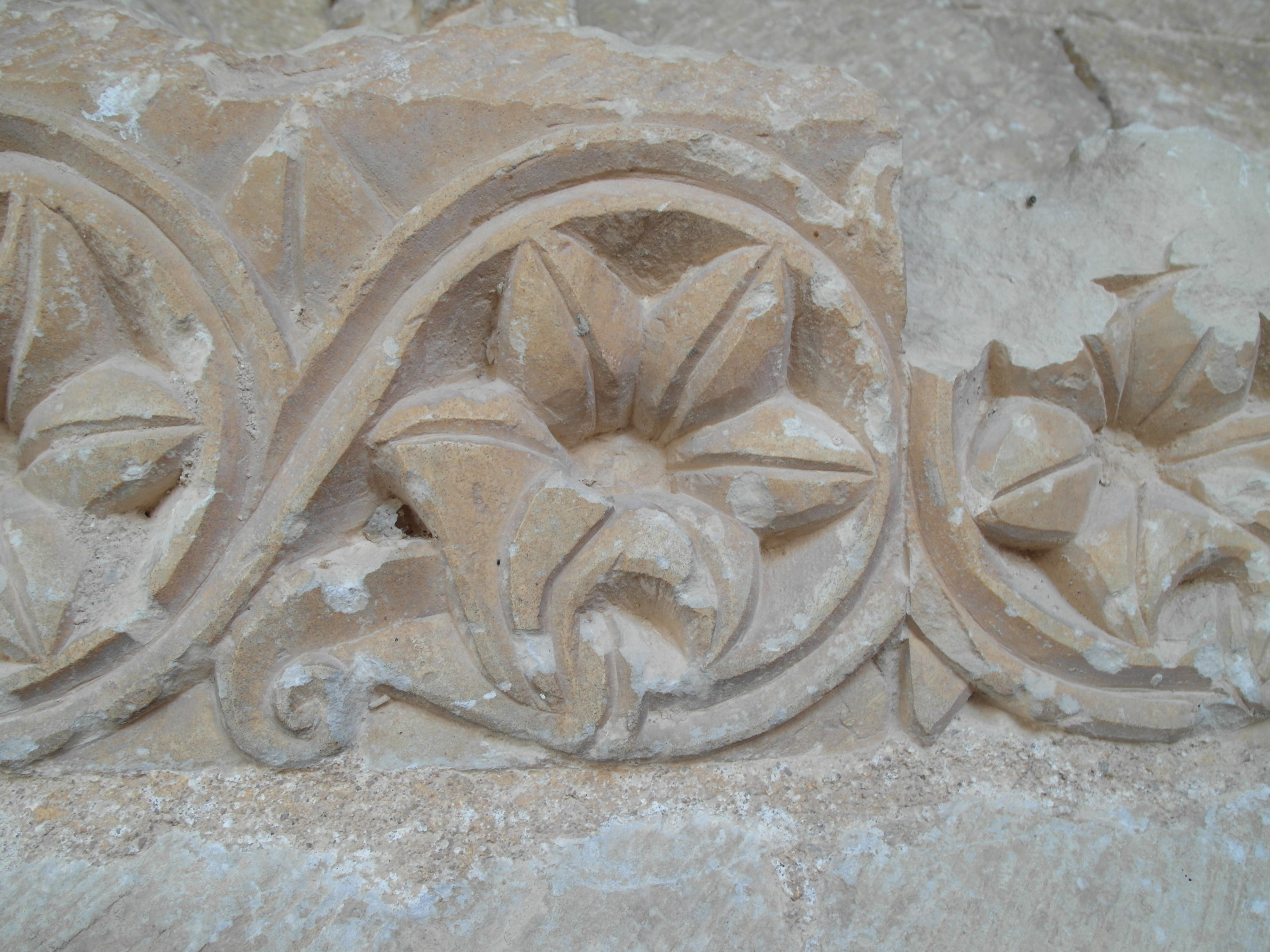
Rosettenmotive